# Princess of the Orient
Die Princess of the Orient war eine philippinische Fähre und gehörte der Fährgesellschaft Sulpicio Lines.

## Geschichte
Das Schiff lief am 9. September 1974 bei der japanischen Shin-Kurushima-Werft in Imabari vom Stapel. Die Fähre war eines von fünf Schiffen mit dem Namen Sanfurawaa (Sun Flower), die zwischen 1972 und 1974 vom Stapel liefen. Die als Autofähre ausgelegte Sunflower 11 war die jüngste, größte und auch luxuriöseste der fünf Fähren.
Gekauft wurde sie von der Nihon-Kosoku-Fährgesellschaft für den Pendelverkehr zwischen Osaka (Honshū) und Kagoshima (Kyūshū). Die Baukosten von 6 Milliarden Yen überstiegen allerdings die finanziellen Möglichkeiten der Fährgesellschaft, so dass sie noch im selben Monat an die Kurishima-Werft zurückverkauft und fortan von der Fährgesellschaft gechartert wurde. Im November kollabierte die Kurushima-Werft, und die Sunflower 11 wurde von der Nihon-Enkai-Fährgesellschaft gekauft, die fortan auch die Route betrieb. Als sich die Fährgesellschaft in Blue Highway Line umfirmierte, änderte sie auch die Namen ihrer Schiffe. Aus der Sunflower 11 wurde die Sunflower Satsuma, benannt nach der japanischen Halbinsel.
1993 wurde das Schiff an die philippinische Fährgesellschaft Sulpicio Lines verkauft. Die Fähre war und blieb die größte Fähre der Philippinen und Flaggschiff der Reederei.

## Untergang
Das Schiff geriet am 18. September 1998 auf der Fahrt von Manila nach Cebu in den Taifun Vicky. Durch die Auswirkungen von Wind und starkem Wellengang kenterte die Fähre gegen 12:55 Uhr in der Nähe der Insel Fortune in der philippinischen Provinz Batangas und sank. Von den 388 Passagieren kamen bei dem Unglück 150 ums Leben. Einige Passagiere trieben bis zu zwölf Stunden im Wasser, bevor die Rettungskräfte eintrafen.